# Saint-Paul-aux-Bois
Saint-Paul-aux-Bois és un municipi francès situat al departament de l'Aisne i a la regió dels Alts de França. L'any 2007 tenia 392 habitants.

## Demografia

### Població
El 2007 la població de fet de Saint-Paul-aux-Bois era de 392 persones. Hi havia 155 famílies de les quals 36 eren unipersonals (12 homes vivint sols i 24 dones vivint soles), 63 parelles sense fills, 44 parelles amb fills i 12 famílies monoparentals amb fills.
La població ha evolucionat segons el següent gràfic:
Habitants censats

### Habitatges
El 2007 hi havia 178 habitatges, 158 eren l'habitatge principal de la família, 14 eren segones residències i 6 estaven desocupats. 177 eren cases i 1 era un apartament. Dels 158 habitatges principals, 134 estaven ocupats pels seus propietaris, 21 estaven llogats i ocupats pels llogaters i 4 estaven cedits a títol gratuït; 1 tenia una cambra, 4 en tenien dues, 34 en tenien tres, 40 en tenien quatre i 80 en tenien cinc o més. 126 habitatges disposaven pel capbaix d'una plaça de pàrquing. A 59 habitatges hi havia un automòbil i a 81 n'hi havia dos o més.

### Piràmide de població
La piràmide de població per edats i sexe el 2009 era:
| Homes | Edats   | Dones |
| ----- | ------- | ----- |
| 0     | 95 o +  | 0     |
| 0     | 90 a 94 | 0     |
| 8     | 85 a 89 | 4     |
| 0     | 80 a 84 | 4     |
| 0     | 75 a 79 | 12    |
| 0     | 70 a 74 | 4     |
| 4     | 65 a 69 | 0     |
| 8     | 60 a 64 | 8     |
| 12    | 55 a 59 | 0     |
| 24    | 50 a 54 | 20    |
| 16    | 45 a 49 | 24    |
| 20    | 40 a 44 | 12    |
| 16    | 35 a 39 | 12    |
| 8     | 30 a 34 | 8     |
| 8     | 25 a 29 | 12    |
| 4     | 20 a 24 | 4     |
| 8     | 15 a 19 | 8     |
| 16    | 10 a 14 | 4     |
| 4     | 5 a 9   | 24    |
| 4     | 0 a 4   | 12    |

## Economia
El 2007 la població en edat de treballar era de 268 persones, 176 eren actives i 92 eren inactives. De les 176 persones actives 164 estaven ocupades (85 homes i 79 dones) i 12 estaven aturades (5 homes i 7 dones). De les 92 persones inactives 28 estaven jubilades, 22 estaven estudiant i 42 estaven classificades com a «altres inactius».

### Ingressos
El 2009 a Saint-Paul-aux-Bois hi havia 162 unitats fiscals que integraven 414 persones, la mediana anual d'ingressos fiscals per persona era de 14.982 €.

### Activitats econòmiques
Dels 12 establiments que hi havia el 2007, 1 era d'una empresa alimentària, 3 d'empreses de fabricació d'altres productes industrials, 3 d'empreses de construcció, 2 d'empreses de comerç i reparació d'automòbils, 1 d'una empresa de transport, 1 d'una empresa de serveis i 1 d'una empresa classificada com a «altres activitats de serveis».
Dels 2 establiments de servei als particulars que hi havia el 2009, 1 era una fusteria i 1 electricista.
L'únic establiment comercial que hi havia el 2009 era una carnisseria.
L'any 2000 a Saint-Paul-aux-Bois hi havia 17 explotacions agrícoles que ocupaven un total de 616 hectàrees.

## Equipaments sanitaris i escolars
El 2009 hi havia una escola elemental integrada dins d'un grup escolar amb les comunes properes formant una escola dispersa.

## Poblacions més properes
El següent diagrama mostra les poblacions més properes.